# Beaufort (kaas)
De Beaufort AOP is een Franse kaas die in Savoie geproduceerd wordt, in een drietal valleien: de Beaufortain, de Tarentaise, de Maurienne en in een deel van de vallei van Arly. Hij is een van de 44 Franse kazen die het roodgele Europese AOC/AOP-keurmerk, dat sinds januari 2012 het AOC-label vervangt, mag voeren.
De kaas is een harde kaas en heeft het AOC-keurmerk sinds 1968. Deze mag alleen gemaakt worden van de melk van koeien uit de genoemde gebieden. De koeien zijn van de rassen Tarine of Abondance, en mogen per individu maar een bepaald maximum aantal liters melk per jaar produceren. De voeding van de koeien moet uit de streek komen; eventuele bijvoeding is strikt gereguleerd en gecontroleerd.
De kaas wordt gemaakt door de ingezamelde melk eerst te verwarmen voor er stremsel aan toe te voegen. De kaas wordt vervolgens in beukenhouten vormen gedaan, geperst en gezouten. De rijping vervolgens duurt minimaal een half jaar voor de kaas van de “premier alpage”, één jaar en meer voor de "hors d'âge".

De kaas is lichtgeel, met een gladde, lichtbruine buitenkant, en lijkt op de Gruyère; de kaasmassa is soepel.
Twee speciale typeringen zijn er nog voor de kaas omschreven, het type ‘été’ houdt in dat het van de melk is van de maanden van juni tot en met oktober, wanneer de koeien op de alpenweiden zijn, het type "chalet d'alpage" houdt in dat de kaas op traditionele wijze gemaakt is in een chalet gelegen op minimaal 1500 meter hoogte, van de tweemaal daags aldaar gemolken koeien.